# Artakama
Artakama  (fl. 324 TCN) là một phụ nữ quý tộc Ba Tư và là vợ thứ hai của Ptolemy I Soter, một vị tướng người Macedonia dưới thời Alexander Đại đế và là Pharaoh đầu tiên của triều đại Ptolemaic của Ai Cập.

## Tiểu sử
Artakama (hay như Plutarch gọi bà là Apama Eum. 18.1) là con gái của Artabazus of Phrygia, cháu trai của vua Artaxerxes II và nữ hoàng Strateira. Cha bà là Satrap của Dascylium dưới Artaxerxes III và Darius III, và Satrap của Bactria dưới thời Alexander. Mẹ bà rất có thể là người vợ duy nhất được biết đến của Artabazus, một người chị vô danh của tướng Rhodian Memnon và Mentor, người đã phục vụ cho Ba Tư vào cuối năm 340 trước Công nguyên và năm 330 trước Công nguyên.
Artakama kết hôn với Ptolemy (khi đó là một vị tướng) vào tháng 4 năm 324 trước Công nguyên tại một lễ hội hôn nhân ở thành phố Susa, theo lệnh của Alexander Đại đế. Nhiều sĩ quan người Macedonia và Hy Lạp đã lấy vợ Ba Tư ngay sau đó. Artakama không được nhắc đến trong các văn bản lịch sử một lần nữa, có lẽ vì Ptolemy lặng lẽ loại bỏ bà khi ông rời Babylon đến Ai Cập sau cái chết của Alexandre. Nếu vậy, hành động của ông ta trái ngược với hành động của người bạn Seleukos, có người vợ Ba Tư, Apama, cũng kết hôn vào dịp đó, vẫn ở bên ông vĩnh viễn. Seleukos và Apama trở thành tổ tiên của các vị vua của triều đại Seleucid và, thông qua một cuộc hôn nhân triều đại trong tương lai, của những người cai trị cuối cùng của triều đại Ptolma. Artakama được Plutarch gọi là Apama, nhưng đây có thể là một lỗi. Ptolemy được biết đến là không có con với Artakama. 

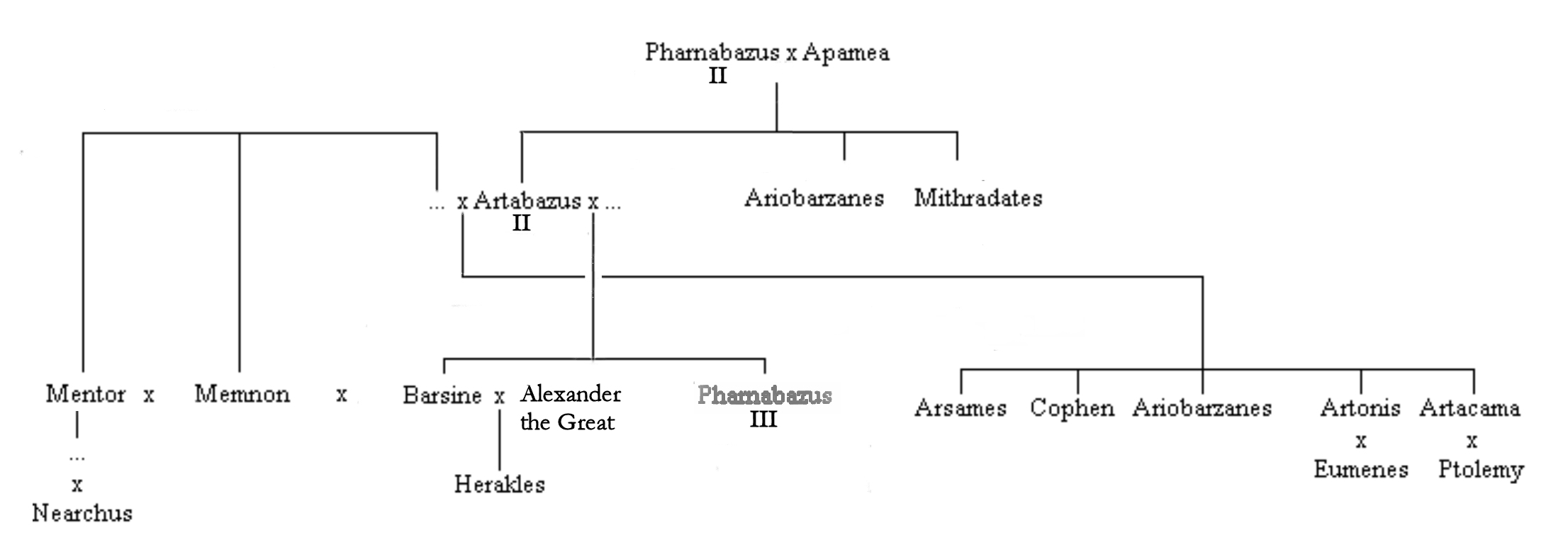
Cây gia phả sau này. Artakama là con gái của Artabazos II của Phrygia.

## liên kết ngoài
- Phả hệ